# エドゥアール・シセ
エドゥアール・シセ（Édouard Cissé, 1978年3月30日 - ）は、フランス・ピレネー＝アトランティック県・ポー出身の元サッカー選手。現役時代のポジションはミッドフィールダー。
高さと柔らかいファーストタッチが特徴である。

## 経歴
出身地のポーFCからデビューした。1997年にパリ・サンジェルマンFCに移籍し、1997-98シーズンは11試合に出場した。3度のレンタル移籍をした先でプレーし、2003-04シーズンにレンタルされたASモナコではUEFAチャンピオンズリーグ準優勝を経験した。2007年6月28日、移籍金150万ユーロの2年契約でトルコ・シュペルリガのベシクタシュJKに移籍した。2008-09シーズンは冬の移籍期間に加入したファビアン・エルンストなどの活躍でリーグ戦優勝を果たした。2009年6月3日、オリンピック・マルセイユに移籍した。2009-10シーズンは4-3-3システムの中盤の底でプレーし、異なるリーグでの2シーズン連続リーグ優勝を経験した。2011年にAJオセールに2年契約で加入した。

## タイトル
パリ・サンジェルマンFC
- クープ・ドゥ・ラ・リーグ : 1997-98
- クープ・ドゥ・フランス : 2005-06

ベシクタシュJK
- トルコ・スュペルリグ : 2008-09
- トルコ・カップ : 2008-09

オリンピック・マルセイユ
- リーグ・アン : 2009-10
- クープ・ドゥ・ラ・リーグ : 2009-10
- トロフェ・デ・シャンピオン : 2010